# Nosofòbia
La nosofòbia (del grec nosos, malaltia i phobia, por) és el temor extremat a tenir una malaltia (greu o incurable). Les persones afectades necessiten tota mena de cures per impedir un possible contagi.
La nosofòbia ha estat considerada moltes vegades com una forma restringida d'hipocondria, en la qual la por a la malaltia, però no la convicció d'ella mateixa, seria la seva característica principal.